# Cantarella (dolce)
La cantarella (cantarëla in romagnolo) è una focaccia costituita da una cialda morbida, sottile e non croccante, cotta su una superficie rovente tonda, simile alla crêpe . È tipica della Romagna, in particolare della Provincia di Forlì-Cesena e di Rimini, ed è inserita nell'elenco regionale dei prodotti agroalimentari tradizionali (P.A.T.).

## Preparazione
Si realizza preparando una pastella a base di farina (gialla o bianca o un misto di entrambe), acqua (o latte), sale, olio e bicarbonato, che viene versata  tradizionalmente sul testo romagnolo o su una teglia ben calda, formando dei piccoli dischi da rosolare su entrambi i lati.  
A cottura ultimata, le cantarelle vengono disposte su un piatto da portata, condite con olio extravergine di oliva e spolverizzate di zucchero. Possono anche essere spalmate di marmellata o miele. 

## Sagra
La Sagra della Cantarella si tiene ogni anno a Gatteo l'ultimo fine settimana di settembre e il primo fine settimana di ottobre.